# Іванов Андрій Васильович
Андрі́й Васи́льович Івано́в (16 [28] жовтня 1888, село Кукшево, Костромська губернія, Російська імперія — 10 червня 1927, Москва, РРФСР, СРСР) — гласний Київської міської думи (1917), член ЦВК рад УНР (1917—1918), Народний секретар внутрішніх справ УНРр (1918), голова Київського, Харківського, Одеського губвиконкомів; секретар ВУЦВК, член ЦВК СРСР (1925—1927). Член ЦК КП(б)У в листопаді 1920 — червні 1927 року. Член Політичного бюро ЦК КП(б)У з 15 грудня 1921 по 23 травня 1922 року та з 17 жовтня 1922 по 4 квітня 1923 року. Кандидат у члени Політичного бюро ЦК КП(б)У з 23 травня по 17 жовтня 1922 року. Член Організаційного бюро ЦК КП(б)У з 17 жовтня 1922 по 4 квітня 1923 року. Кандидат у члени ЦК РКП(б) у травні 1924 — грудні 1925 року.
У 1917–1918 роках один з активних організаторів повстань проти Центральної Ради, учасник встановлення радянської влади в Україні.

## Біографія
Народився в селянській родині. Закінчив початкове училище. Трудову діяльність розпочав у 1904 році в залізничних майстернях.
Член РСДРП(б) з 1906 року.
Під час революції 1905—1907 років вів партійну роботу серед робітників та солдатів у Володимирській губернії і Москві. Неодноразово заарештовувався, перебував у в'язницях.
З 1916 року працював слюсарем на заводі «Арсенал» у Києві. Після Лютневої революції 1917 року на перших демократичних (всенародних) виборах у Київську міську думу, що відбулися 23 липня (5 серпня) 1917 року, був обраний гласним за списком РСДРП(б). Член Київського комітету РСДРП(б), делегат 6-го з'їзду РСДРП(б). Під час жовтневого (1917) і січневого (1918) збройних повстань в Києві член ревкому.
17 січня в приміщенні Вінницької міської думи на спільному засіданні Вінницької ради робітничих і солдатських депутатів та місцевого ревкому під його головуванням у Вінниці було проголошено радянську владу. Один із керівників Січневого повстання. З грудня 1917 року член ЦВК України, з березня 1918 року — член Президії ЦВК України. З 8 по 25 березня 1918 року — народний секретар внутрішніх справ радянської Української Народної Республіки.
У 1918 році працював у ЦК КП(б)У.
У лютому 1919 року повернувся до Києва, був обраний товаришем (заступником) голови Київського губернського виконкому, у серпні — головою Київського комітету оборони. Після взяття Києва більшовиками з грудня 1919 року до 18 липня 1920 року — голова Київського губернського революційного комітету (губревкому).
З листопада до грудня 1920 року — голова виконавчого комітету Харківської губернської ради.
У 1921—1922 роках — член Президії та секретар Всеукраїнського Центрального виконавчого комітету (ВУЦВК).
З 17 жовтня 1922 по 1923 рік — завідувач організаційно-інструкторського відділу ЦК КП(б)У.
У 1923—1925 роках — голова виконавчого комітету Одеської губернської ради.
Делегат XII і XIII з'їздів РКП(б), на XIII з'їзді обирався кандидатом в члени ЦК РКП(б).
З 1925 року — член ЦВК СРСР. Останні роки життя провів у Москві.
21 травня 1925 — 10 червня 1927 року — член Президії ЦВК СРСР, заступник голови бюджетної комісії і секретар Союзної ради ЦВК СРСР. Одночасно з 1925 по 10 червня 1927 року — заступник директора Інституту радянського будівництва.
Помер 10 червня 1927 року в Москві, похований у Маріїнському парку в Києві.

## Пам'ять
Напередодні десятої річниці Жовтневого перевороту Чернове перейменовано на Андрієво-Іванівку на честь А. В. Іванова.
У Києві в 1976 році встановлено пам'ятник Андрієві Іванову (скульптор Макар Вронський, архітектор Василь Гнєздилов). Зруйновано «невідомими» в ніч на 27 травня 2015 року.
На його честь було названо вулицю (носила його ім'я з 1940 до 2014 року, у 1927—1940 роках Левандовська вулиця називалась його ім'ям).
Київському фунікулеру в 1929 році було присвоєне ім'я Андрія Іванова.

## Зображення

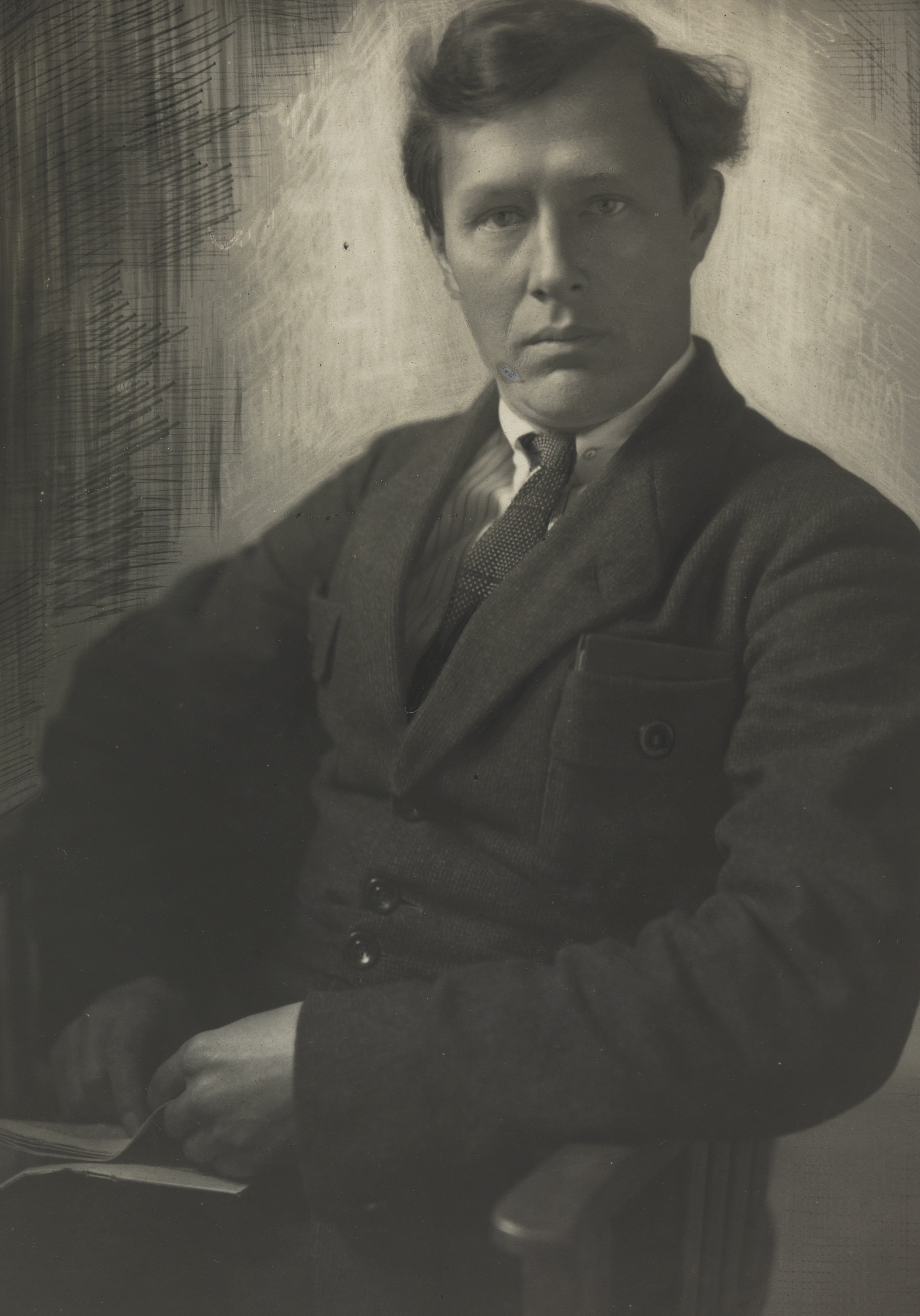
Андрій Іванов, 1920-ті роки
Пам'ятник Андрію Іванову (зруйнований вночі в травні 2015 року)
Надгробок на могилі Андрія Іванова в Маріїнському парку